# خافيير فيلار ري
خافيير فيلار ري (بالإسبانية: Javier Villar Rey)‏ (20 فبراير 1991 في إسبانيا - ) هو لاعب كرة قدم إسباني في مركز الوسط. لعب مع سلتا فيغو ونادي بونتيفيدرا ونادي غيخيليو ونادي لوغو وPontevedra CF B ‏.

## وصلات خارجية
- خافيير فيلار ري على موقع قاعدة بيانات كرة القدم.إي يو (الإنجليزية)
- خافيير فيلار ري على موقع Soccerway.com (الإنجليزية)
- خافيير فيلار ري على موقع AS.com (الإسبانية)